# Anderson Hunt
Anderson Hunt (Detroit, 5 maggio 1969) è un ex cestista statunitense.

## Carriera
Hunt vinse il titolo NCAA 1990 e il premio di Most Outstanding Player. Non venne selezionato nel draft NBA, venendo ingaggiato dai La Crosse Catbirds in CBA.
Successivamente ha giocato in Francia, Polonia, Arabia Saudita, Turchia e Venezuela.

## Palmarès
- Campione NCAA (1990)
- NCAA Final Four Most Outstanding Player (1990)
- All-USBL Second Team (1994)